# Procissão de Nossa Senhora da Saúde

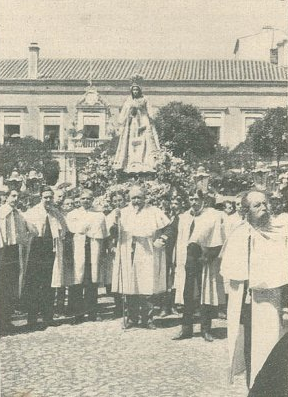
Oficiais de artilharia conduzindo o andor de Nossa Senhora da Saúde, em 1904

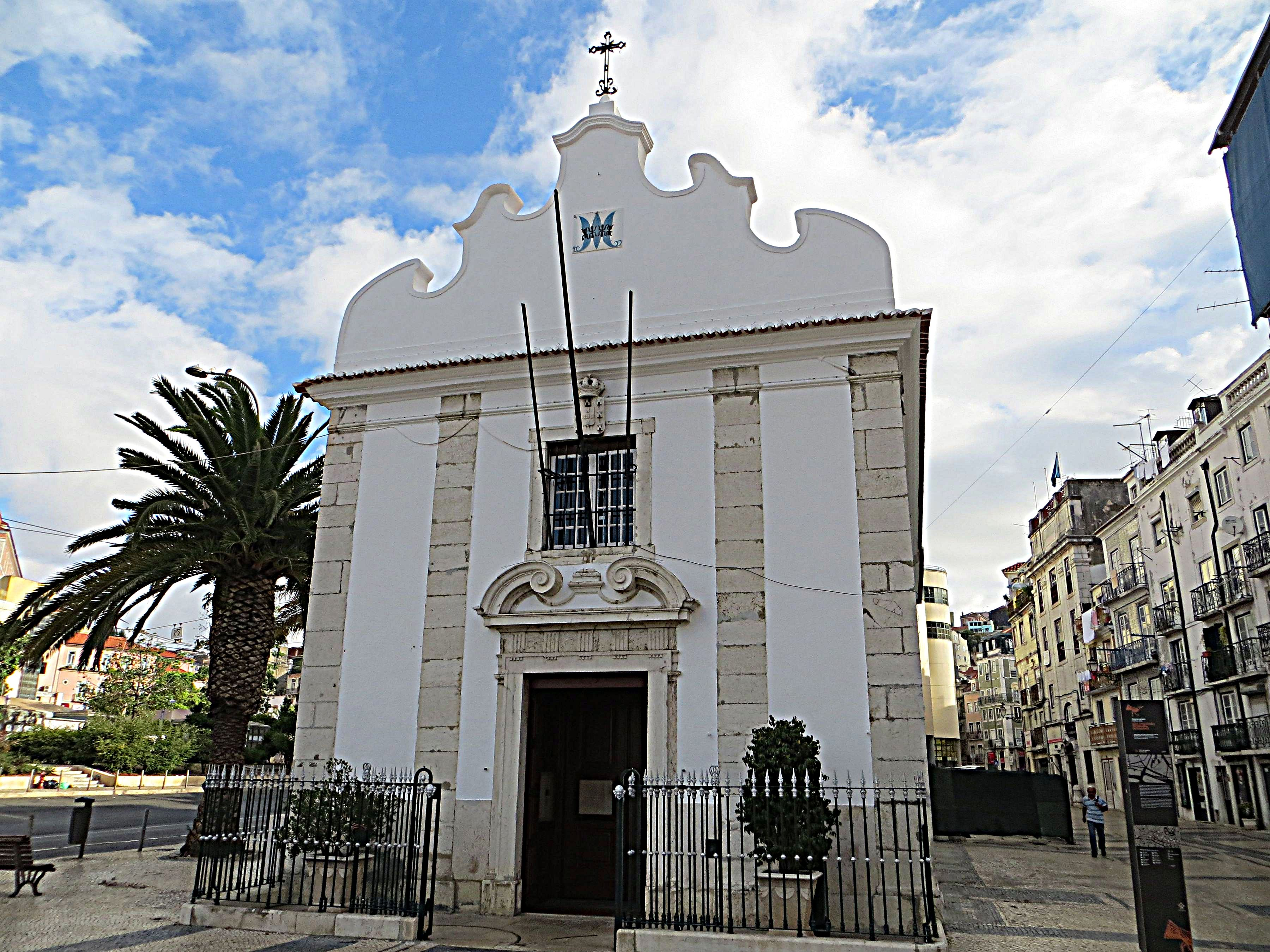
Capela de Nossa Senhora da Saúde, na Baixa Pombalina, em Lisboa, Portugal.

A Procissão de Nossa Senhora da Saúde é a mais antiga procissão religiosa que se realiza anualmente na cidade de Lisboa, em Portugal, normalmente no primeiro domingo do mês de Maio. A procissão remonta a 1570, ano em que os artilheiros da guarnição da cidade organizaram um cortejo sob a égide de São Sebastião e de Nossa Senhora da Saúde em acção de graças pelo final da que ficaria conhecida como a "Peste Grande", uma violenta epidemia de peste que atingiu a cidade.

## História
No final de Maio de 1569, o primeiro ano do reinado de D. Sebastião, começaram a sentir-se em Lisboa os primeiros rebates da peste, flagelo que já não assolava a capital há cerca de quarenta anos. Em Junho, a doença propagava-se tão rapidamente que a família real partiu da cidade: o rei foi para Sintra juntamente com o Cardeal D. Henrique, e a rainha viúva D. Catarina e a Infanta D. Maria foram para Vila Franca e, passados dias, para Alenquer.
Entretanto, nos meses de Julho, Agosto, e Setembro, a mortalidade foi tanta que, apesar de se fazerem valas comuns, os cadáveres ficavam insepultos: as estimativas dos cronistas oscilam entre os quarenta e os oitenta mil mortos (números que, segundo Queirós Veloso, serão provavelmente exagerados tendo em conta a população de Lisboa). A epidemia começou a abrandar em Outubro, tendo logo no dia 16 desse mês o Rei escrito ao Senado da Câmara de Lisboa para que se construísse na cidade um templo consagrado a São Sebastião, em acção de graças. Tradicionalmente admite-se que o templo, na Mouraria, foi erguido pelos Artilheiros do Castelo de São Jorge graças à colaboração da rainha D. Catarina, avó de D. Sebastião.

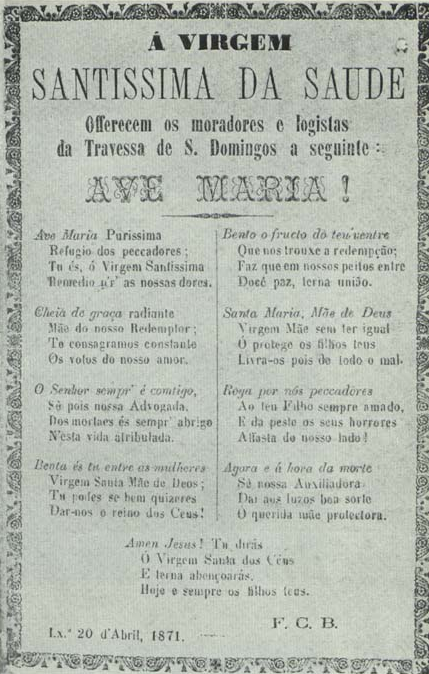
Folha volante da Procissão da Senhora da Saúde, em 1871

A 20 de Abril de 1570, o Senado da Câmara celebrou uma solene procissão dando graças "pelos grandes milagres e maravilhas que operara, restituindo a saúde à cidade e desimpedindo-a de tão grande fogo e mal contagioso". saiu da Sé às 11 horas da manhã e recolheu a São Domingos pelas 2 horas da tarde, depois de percorrer as principais ruas da cidade. Não consta que a procissão se tivesse realizado no ano seguinte, porém, em 1572, a vereação da cidade obriga-se a que, todos os anos se celebre uma procissão com a mesma solenidade, "ẽ hũa qymta ffrª, que cair mais chegada, aos vimte dias do mes dabril, por no dito dia de quimta fª, ẽ que se a primra procisam fez, serẽ vimte dias do dito mes do año de 1570", para memória futura.
Em data incerta, mas aproximadamente coeva do voto dos Artilheiros, a nobreza de Lisboa resolveu agrupar-se numa confraria a que se deu o nome de Irmandade de Nossa Senhora da Saúde. Quer esta Irmandade, quer os Artilheiros, se juntavam na mesma procissão. Em 1662, o cortejo saía da capelinha do Colégio de Jesus dos Meninos Órfãos, e nele já figurava a imagem de Nossa Senhora da Saúde, como actualmente (anteriormente, só há notícia de ir na procissão "hũa charola cõ as Relíquias da bem aventurada Sta. Ana e de S. Sebastião"; nesse ano, devido a desentendimentos entre a Irmandade os Artilheiros, a imagem da Virgem ficou perpetuamente depositada na Ermida de São Sebastião (mudou de nome para Ermida de Nossa Senhora da Saúde), unindo-se desta forma as duas Irmandades que tomaram a designação de Irmandade de Nossa Senhora da Saúde e de São Sebastião.
A procissão realizou-se até 1910, altura em que foi interrompida na sequência da Implantação da República, só se retomando a devoção em 1940; em 1974, após a Revolução dos Cravos, interromper-se-ia uma segunda vez até 1981.
Actualmente, a procissão incorpora as imagens de Santa Bárbara, Santo António, S. Sebastião e da Senhora da Saúde, percorrendo a Rua do Benformoso, Largo do Intendente Pina Manique, Travessa do Cidadão Gonçalves, Avenida Almirante Reis, Rua da Palma, Praça Martim Moniz, Rua D. Duarte, Praça da Figueira, Rua dos Condes de Monsanto, Poço do Borratem e Rua do Arco do Marquês de Alegrete.